# Warszawski Kwintet Akordeonowy
Warszawski Kwintet Akordeonowy – zespół kameralny działający w latach 1961–1994 i ponownie, w nowym składzie, od 1999 roku. Zarówno powstanie Warszawskiego Kwintetu Akordeonowego, jak i jego późniejszą reaktywację, zainicjował Włodzimierz Lech Puchnowski. Muzycy grają na pięciu akordeonach, w tym jednym basowym.

## Warszawski Kwintet Akordeonowy w latach 1961-1994
W tym okresie kwintet wykonał ok. 1600 koncertów na terenie Europy i Azji, uczestniczył w 25 festiwalach muzyki współczesnej (w tym w festiwalu Warszawska Jesień) oraz dokonał licznych nagrań radiowych i telewizyjnych. Warszawski Kwintet Akordeonowy był również laureatem Złotego Medalu oraz Grand Prix na Międzynarodowym Konkursie Zespołów Kameralnych w Annemasse we Francji w 1972 r. Dorobek artystyczny zespołu został zarejestrowany na czterech płytach analogowych oraz na dwóch płytach CD.
Kwintet grał na akordeonach Giulietti wyprodukowanych specjalnie dla jego członków przez firmę Zero Sette z Castelfidardo.

### Muzycy
Na przestrzeni lat 1961-1994 w skład Warszawskiego Kwintetu Akordeonowego wchodzili:
- Włodzimierz Lech Puchnowski (do 1989 r. zespół pracował pod jego artystycznym kierownictwem)
- Jerzy Jurek
- Adam Zemła
- Andrzej Zieliński
- Henryk Krzemiński
- Waldemar Dubieniecki
- Józef Bałakier
- Sławomir Ratajczyk

### Dyskografia
Płyty analogowe
- Warsaw Accordion Quintet, Warszawa, Muza, PN, SLX 1148, 1974
- Warsaw Accordion Quintet in Finland, Finalandia, Helsinki, Tuotanto PSO, NEA, 1978
- Warszawski Kwintet Akordeonowy, Warszawa, Muza, PN, SX, 2386B, 2387B, 1981
- Warsaw Accordion Quintet Concert in Hameln (Niemcy), Łódź, ELTEN, ELS, 007, 1986

Płyty CD
- Warschauer Akkordeon-Quintett - Kontraste Hannover : Prokordeon Kl. Werner, CD 1001, 1990
- Wł. L .Puchnowski & his Warsaw Accordion Quintet, Warszawa, Acte Prealable, CD/I, 2001
- Wł. L .Puchnowski & his Warsaw Accordion Quintet, Warszawa, Acte Prealable, CD/II, 2002

## Warszawski Kwintet Akordeonowy od 1999 roku
Od 1999 r. Warszawski Kwintet Akordeonowy wykonał ponad 100 koncertów, biorąc udział w festiwalach muzyki kameralnej w Polsce i za granicą. Kwintet jest również laureatem wielu konkursów. W 2004 r. została wydana płyta Classical, która otrzymała nominację do nagrody Fryderyki 2004 w kategorii Album roku – muzyka kameralna. W 2007 r. ukazała się autorska płyta Mikołaja Majkusiaka Road To The Unknown na której znajduje się m.in. utwór Concerto nevrotico wykonany przez Warszawski Kwintet Akordeonowy.

### Nagrody i wyróżnienia
- III miejsce: Yehudi Menuhin Bronze Prize - 5th Osaka Chamber Music Competition & Festa 2005
- I miejsce: 9th International Competition of Contemporary Chamber Music Kraków 2005
- Finał konkursu: 4th Osaka Chamber Music Competition & Festa 2002
- I miejsce: Premio Citta di Castelfidardo (2001 r.)
- II miejsce: Mławski Festiwal Muzyki Akordeonowej Od solisty do orkiestry (2001 r.)
- II miejsce: Międzynarodowe Sanockie Spotkania Akordeonowe (2000 r.)

### Muzycy
Obecny skład zespołu
- Maciej Kandefer – I akordeon (od 1999)
- Jacek Małachowski – II akordeon (od 2010)
- Przemysław Wojciechowski – III akordeon (od 2016)
- Mirosław Mozol – IV akordeon (od 1999)
- Mateusz Wachowiak – V akordeon (basowy) (od 2010)

Byli członkowie
- Jarosław Kutera – II akordeon (w latach 1999–2009)
- Magdalena Igras – III akordeon (w latach 1999–2009)
- Adam Czerski – III akordeon (w latach 2010–2015), V akordeon (w latach 2007–2009)
- Tomasz Holizna – V akordeon (w latach 1999–2006)

### Dyskografia
- Classical, DUX, 2004